# U-123 (Kriegsmarine)
U-123 je bila ena izmed najuspešnejših nemških vojaških podmornic Kriegsmarine, ki so bile dejavne med drugo svetovno vojno.
V zgodovino se je vpisala tudi po dejstvu, da si je med služenjem na njenem krovu prislužilo največ viteških križcev kot na drugih podmornicah.

## Zgodovina
Med drugo svetovno vojno je 20-krat izplula iz pristanišča in sodelovala v 12 patruljah; med njimi je potopila 44 ladij (skupaj 223.816 BRT) in poškodovala 6 ladij (skupaj 53.568 BRT).
Leta 1944 so jo izvzeli iz aktivne uporabe in jo nato do konca vojne uporabljali kot generator v Lorientu. 
Francoska vojna mornarica jo je nato sprejela v aktivno uporabo, kjer je ostala do leta 1959.

## Pripadniki

### Poveljniki
| Poveljniki |                      |                     |                                 |
| Št.        | Čin                  | Ime                 | Poveljstvo                      |
| 1.         | Kapitänleutnant      | Karl-Heinz Moehle   | 30. maj 1940 - 19. maj 1941     |
| 2.         | Kapitänleutnant      | Reinhard Hardegen   | 19. maj 1941 - 31. julij 1942   |
| 3.         | Oberleutnant zur See | Horst von Schroeter | 1. avgust 1942 - 17. junij 1944 |

### Odlikovanci
Nosilci viteškega križca železnega križca s hrastovimi listi
1. Kapitänleutnant Reinhard Hardegen (23. april 1942)

Nosilci viteškega križca železnega križca
1. Kapitänleutnant Reinhard Hardegen (23. januar 1942)
2. Obersteuermann Walter Käding (15. maj 1944)
3. Oberleutnant (Ing.) Reinhard König (8. julij 1944)
4. Kapitänleutnant Karl-Heinz Moehle (26. februar 1941)
5. Oberbootsmannsmaat Rudolph Mühlbauer (10. december 1944)
6. Oberleutnant zur See Horst von Schroeter (1. junij 1944)

## Tehnični podatki
| Kategorije                                    | Podatki                       |
| --------------------------------------------- | ----------------------------- |
| Teža (t): na površju pod površjem polna Teža  | 1.051 1.178 1.430             |
| Dolžina (m) - tlačni trup (m)                 | 76,5 - 58,75                  |
| Širina (m) - tlačni trup (m)                  | 6,76 - 4,4                    |
| Izpodriv (m)                                  | 4,7                           |
| Višina (m)                                    | 9,6                           |
| Moč (hp): na površju pod podvršjem            | 4.400 1.000                   |
| Hitrost (vozlov): na površju pod podvršjem    | 18,2 7,3                      |
| Doseg (milja/vozel): na površju pod podvršjem | 12.000/10 64/4                |
| Torpeda/Torpedne cevi                         | 22/6 (4 na premcu, 2 na krmi) |
| Krovni top (mm)                               | 105 (110 granat)              |
| Posadka                                       | 48-56                         |
| Maksimalni potop (m)                          | 230                           |